# اسکویه
اسکویه (به نروژی: Skodje) یک شهرستان در نروژ است که در مور او رومسدال واقع شده‌است.

## خصوصیات
اشکودی ۱۲۰٫۲۸ کیلومترمربع مساحت و ۴٬۲۸۲ نفر جمعیت دارد.